# Finnischer Film

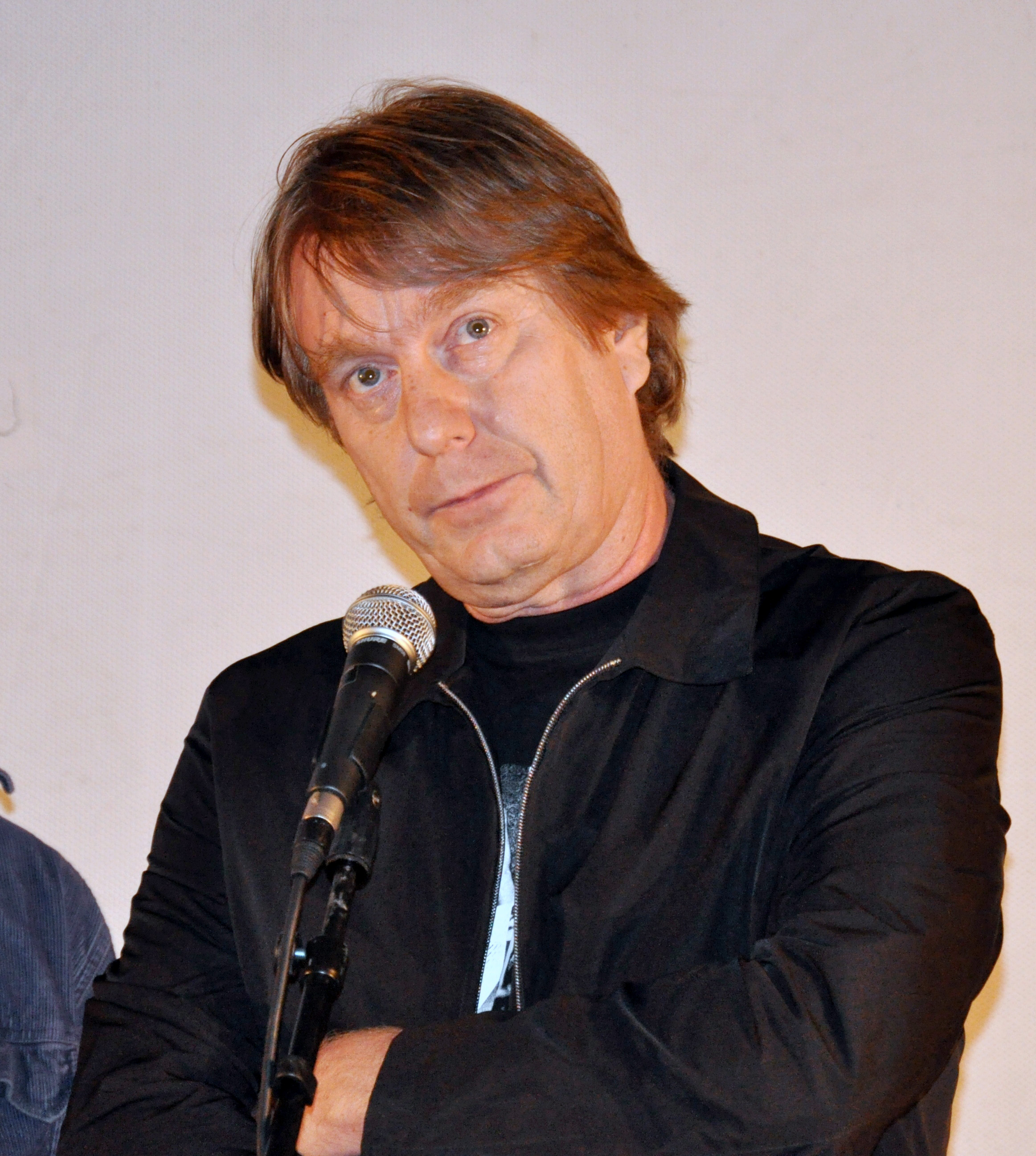
Der finnische Filmregisseur Mika Kaurismäki (2009)

Der finnische Film hat eine lange Geschichte. Die erste Filmproduktion in Finnland entstand 1907. Höhepunkte waren unter anderem das „goldene Zeitenalter“ der 1930er Jahre, die „Neue Welle“ der 1960er Jahre oder die „jungen Wilden“ der 1980er Jahre – darunter die bekannten Filmemacher Mika Kaurismäki und Aki Kaurismäki. 
Die Finnische Filmstiftung (Suomen Elokuvasäätiö) spielt eine wichtige Rolle für den finnischen Film, indem sie Fördergelder für die Produktion von Filmen in dem dünn bevölkerten Land (5,4 Millionen Einwohner) zur Verfügung stellt.

## Geschichte

### 1896–1920: Vor der Unabhängigkeit
Erste öffentliche Filmvorführungen gab die Firma der Gebrüder Lumière in Helsinki bereits 1896 – ein Jahr nach der Erfindung des Filmemachens. 
1904 wurden die ersten Filmaufnahmen in Finnland gemacht. Es ist unbekannt, wer den ersten Film in Finnland drehte. Die erste finnische Filmfirma Atelier Apollo wurde 1906 vom Ingenieur K. E. Ståhlberg gegründet. Sie produzierte überwiegend Dokumentarkurzfilme, aber auch den ersten finnischen Langfilm Salaviinanpolttajat (Die Schwarzbrenner) (1907) (Regie: Teuvo Puro). Von Anfang an war die finnische Filmindustrie in der Hauptstadt Helsinki angesiedelt. Dennoch gab es ab 1907 für ein paar Jahre eine nennenswerte Filmfirma (Oy Maat ja Kansat) in Tampere, die Dokumentarkurzfilme produzierte.
Nach 1907 gab es eine Periode (1909–1911) als keine finnischen Filme produziert wurden – zum Teil wegen der politischen Situation in Finnland, das damals als autonomes Großfürstentum Finnland ein Teil Russlands war und dadurch von den weltweiten politischen Umständen beeinflusst wurde. 
Teuvo Puro führte auch beim ersten abendfüllenden finnischen Spielfilm Sylvi Regie – nach dem Theaterstück von Minna Canth. Der Film wurde 1911 neben zwei anderen abendfüllenden Literaturadaptionen gedreht, aber erst 1913 erstmals aufgeführt. Die Filmemacher hatten nicht genügend Geld, um die Filme sofort in das nächste Labor in Kopenhagen zum Entwickeln zu schicken. Daher blieb das Filmmaterial zu lange liegen und zwei der drei Filme waren ruiniert.
In den Jahren, die Sylvi folgten, entstanden die ersten Filmfirmen, die Langfilme produzierten (wie Hjalmar V. Pohjanheimos Lyyra-Filmi), die sowohl lustige Kurzfilme wie auch Kunstfilme produzierten. Erik Estlander versuchte auch, größer angelegte Filmproduktionen zu machen und baute 1916 ein Studio mit Glaswänden und Glasdach in Helsinki. Am Ende desselben Jahres verboten die russischen Behörden sämtliche filmischen Aktivitäten in Finnland. 1917 erklärte sich Finnland für unabhängig und 1918 kam es zum finnischen Bürgerkrieg. Erst ab 1920 – nach dem Ende der politischen Wirren um die Unabhängigkeit des Landes – wurden wieder Filme gedreht.
So blieb die finnische Filmindustrie der ersten beiden Jahrzehnte des 20. Jahrhunderts hinter der Kreativität der skandinavischen Nachbarländer Schweden und Dänemark zurück. Darüber hinaus ging das meiste Filmmaterial, das vor der Unabhängigkeit entstanden war, verloren. Von den Langfilmen sind nur 13 Minuten von Sylvi erhalten.

### 1920–1930: Stummfilmjahre
Als sich nach dem finnischen Bürgerkrieg die politische Situation langsam beruhigte und stabilisierte, konnte sich die finnische Gesellschaft und deren Kultur wieder entwickeln. Dies betraf auch die Filmkunst: Es wurden wieder zunehmend Filme gedreht, die zu einem wichtigen Bestandteil des kulturellen Lebens in Finnland wurden.

#### Suomi-Filmi
Dank der erfolgreichen Filmproduktionsfirma Suomi-Filmi (gegründet unter dem Namen Suomen Filmikuvaamo im Jahre 1919) und deren kreativen Leiter Erkki Karu kam die Filmproduktion in den 1920er Jahren wieder in Gang. Er führte bei den wichtigsten Filmen jener Zeit Regie und war damit die Hauptfigur im finnischen Kino, bevor er bereits 1935 im Alter von 48 Jahren verstarb. Sein Film Nummisuutarit gilt als entscheidendes Meisterwerk der Stummfilmära. Es handelt sich dabei um eine frisch erzählte Komödie über Leute vom Lande nach dem Theaterstück von Aleksis Kivi mit einer leicht experimentellen Kameraarbeit des deutschen Kameramanns Kurt Jäger. Auch drehte er den ersten Film, der international vertrieben wurde (Koskenlaskijan morsian von 1923). Bis heute gilt Karu als wohl einflussreichster und bedeutendster Regisseur der Stummfilmzeit Finnlands.
Zuschauer der bäuerlich geprägten ländlichen Regionen mochten Geschichten über die Menschen vom Lande von Suomi-Filmi. Während der Stummfilmzeit blieb Suomi-Filmi diesen Themen treu. Hin und wieder gab es jedoch auch Ansätze mehr städtische oder „europäische“ Filme zu machen – doch diese floppten.
Ein anderer wichtiger Regisseur bei Suomi-Filmi war Teuvo Puro, der den ersten abendfüllenden Film der Produktionsfirma und einen der wenigen finnischen Horrorfilme drehte. Eine Kuriosität der letzten beiden Stummfilmjahre war Carl von Haartman, ein Soldat und Abenteurer, der als Militärberater in Hollywood gearbeitet hatte. Deswegen glaubte man, dass er Filme drehen könnte. Seine beiden Oberschicht-Spionage-Dramen von 1929 und 1930 fielen jedoch beim Publikum durch.

#### Andere Produktionsfirmen
Suomi-Filmi dominierte die finnische Filmproduktion in den 1920er Jahren deutlich. So produzierte Suomi-Filmi zwischen 1919 und 1930 23 der insgesamt 37 abendfüllenden Spielfilme. Andere Filmproduktionsfirmen, die hin und wieder gegründet wurden, verschwanden nach ein bis zwei Filmen wieder vom Markt. 
Die bedeutendste Filmfirma neben Suomi-Filmi tauchte in der zweiten Hälfte der 1920er Jahre auf, als der deutsche Kameramann Kurt Jäger Suomi-Filmi verließ und seine eigene Firma (Komedia-Filmi) gründete. Komedia-Filmi war mit der Filmverleihfirma Ufanamet verbunden, die zu jener Zeit den Filmverleih in Finnland dominierte. Diese Kombination war eine ernstzunehmende Konkurrenz für Suomi-Filmi, so dass Suomi-Filmi damit begann ihre neuen Konkurrenten zu diffamieren: Sie unterstellten Komedia-Filmi und Ufanamet, dass sie ausländische Eindringlinge seien. Schließlich gingen beide Konkurrenten bankrott.
1929 hatten zwei Filme der neuen kleinen Filmproduktionsfirma Fennica Premiere, bei denen Valentin Vaala Regie führte, der später der bedeutendste Regisseur des goldenen Zeitalters des finnischen Kinos wurde. Als er seinen ersten Film Mustat silmät drehte, war er gerade einmal 17 Jahre alt. Sein Hauptdarsteller Theodor Tugai (später Teuvo Tulio) war erst 14 Jahre alt. Dieser Film und dessen unmittelbar folgendes Remake Mustalaishurmaaja waren leidenschaftliche Dramen mit orientalischem Einfluss. Unglücklicherweise hat nur das Remake überlebt, da die Filmemacher das einzige Negativ von Mustat silmät zerstörten, indem sie dieses ins Meer warfen, weil sie das Remake als weit besser erachteten.
Es gab auch Firmen, die außerhalb der Hauptstadt Filme produzierten – in Viipuri, Oulu und Tampere.

### 1931–1933: Die ersten Tonfilme
Die Blütezeit des finnischen Films begann mit dem Tonfilm. Die ersten Experimente mit Ton wurden von Lahyn-Filmi aus Turku unternommen. Der erste Ton-Langfilm mit Liedern aus dem Jahre 1931 wurde vom Firmenchef Yrjö Nyerg (später: Norta) inszeniert: Sano se suomeksi. Der Film entsprach mehr einer Sammlung von Musical-Revue-Nummern als einem Spielfilm.
Suomi-Filmi änderte seine Filmproduktion von Stumm- zu Tonfilm im selben Jahr. Der erste finnische Film mit Filmmusik wurde 1931 von Suomi-Filmi produziert: Aatamin puvussa ja vähän Eevankin. Dieser basierte auf dem beliebten, gleichnamigen Theaterstück von Agapetus (Pseudonym von Yrjö Soini). Der Soundtrack umfasste ausschließlich Musik und einige Toneffekte. Der erste wirkliche Tonfilm von Suomi-Filmi war Tukkipojan morsian – ein Drama auf dem Lande aus dem Jahre 1931, bei dem Erkki Karu Regie führte.

### 1934–1939: Das goldene Zeitalter

#### Das Studiosystem
1933 wurde der Firmengründer Erkki Karu bei Suomi-Filmi gefeuert. Er gründete daraufhin eine neue Filmproduktionsfirma (Suomen Filmiteollisuus), die als Logo die Initialen SF benutzte. Dieser Firma gelang es besser als früheren Konkurrenten mit Suomi-Filmi mitzuhalten und nach ein paar erfolgreichen Komödien, bei denen Karu Regie führte, war sie ebenso bedeutend wie Suomi-Filmi.
Der Wettbewerb zwischen den beiden Firmen war fruchtbar: Am Ende der 1930er Jahre wurden jährlich etwa 20 abendfüllende Spielfilme produziert. Die Qualität der Produktionen war hoch, die inhaltliche Bandbreite nahm zu und die Beliebtheit von Filmen aus dem eigenen Land stieg bei den Finnen an. So entstand mit eigenen Stars und kreativen Produzenten in Finnland ein Mini-Hollywood. Neben den beiden großen Studios waren auch kleinere Produktionsfirmen erfolgreich.
Auch der Tonfilm hatte dazu geführt, dass das Interesse der finnischen Bevölkerung an einheimischen Filmen zunahm. Der große Durchbruch für den finnischen Tonfilm war Siltalan pehtoori von 1934 – eine gelungene Komödie von Suomi-Filmi, die über 900.000 Zuschauer in die Kinos lockte. Weitere sehr erfolgreiche Filme jener Ära waren Aktivistit (1939) von Risto Orko, Juha (1935) von Nyrkii Tapiovaara oder Juurakon Hulda (1937) von Valentin Vaala. Doch erst der Spielfilm Kulkurin valssi (1941) von T.J. Särkkä konnte bei den Zuschauerzahlen die Millionen-Marke überschreiten.

#### Suomi-Filmi
Nach dem Rauswurf von Erkki Karu wurde dieser durch Risto Orko als Chef von Suomi-Filmi ersetzt. Er leitet Suomi-Filmi bis in die 1990er Jahre – lange nachdem die Firma aufgehört hatte Filme zu produzieren. Orko inszenierte Siltalan pehtoori und führte danach noch einige Mal Regie – unter anderem bei zwei historisch-patriotischen Dramen Ende der 1930er Jahre: Jääkärin morsian (1938) und Aktivistit (1939). Die meisten Filme, bei denen er Regie führte, wurden zu Klassikern.
Der wichtigste Regisseur bei Suomi-Filmi wurde in den 1930er Jahren Valentin Vaala, der eine besonders kreative Schaffensperiode Ende der 1930er Jahre hatte. Bevor er zu Suomi-Filmi kam, hatte er nach der Stummfilm-Ära noch drei Filme für seine erste Firma Fennica gedreht. Als er mit dem vierten Tonfilm begann, ging die Firma pleite und er ging zu Suomi-Filmi. Sein erster Film bei Suomi-Filmi war die eher bescheidene Komödie Kaikki rakastavat aus dem Jahre 1935. Trotzdem war sie sehr erfolgreich und führte zwei der beliebtesten finnischen Filmstars ein: Ansa Ikonen und Tauno Palo.
Vaalas letzte Fennica-Filme waren Großstadtkomödien – ein Genre, das er beim neuen Studio Suomi-Filmi erfolgreich mit seinen zwei folgenden leichten Filmen Vaimoke und Mieheke (beide von 1936) weiterentwickelte. Juurakon Hulda (1937) war ein weit ernsthafterer Versuch Valentin Vaalas im selben Genre: eine sozialkritische Geschichte über ein Mädchen vom Lande, das in der großen Stadt ankommt und unausweichlich mit Problemen aufgrund der Ungleichheit der Geschlechter konfrontiert wird. Der Film und dessen Thema wurden mit großer Begeisterung vom Publikum aufgenommen.
Vaala war auch ein Meister bei ländlichen Themen und romantischen Melodramen. 1938 machte er seinen ersten und wohl auch besten Film im Rahmen einer Filmreihe einer ländlichen Familiensaga mit Niskavuoren naiset.

#### SF
Nach dem frühen Tod von Erkki Karu im Jahre 1935 wurde dieser durch Toivo Särkkä als Chef des Unternehmens ersetzt. Särkkä führte die Firma bis zu deren Bankrott im Jahre 1965. Er gilt als sehr profilierter Produzent und Regisseur. Seine Filmografie beinhaltet über 200 abendfüllende Filmproduktionen. Bei 51 dieser Filme führte er auch Regie. Mit Yrjö Norta inszenierte er die meisten Filme der Firma in den 1930er Jahren – darunter das religiöse Drama Kuin uni ja varjo (1937) und den patriotisch-historischen Film Helmikuun manifesti (1939). Särkkä und Nortas Werke umfassen auch einige hochpopuläre Landkomödien wie Lapatossu (1937) mit dem beliebten finnischen Komödiendarsteller Aku Korhonen und Rykmentin murheenkryyni (1938), das zum Vorbild für das Genre der Militärfarce in Finnland wurde.

#### Andere Produktionsfirmen
Neben Suomi-Filmi und SF gab es noch einige wenige Firmen, die während des goldenen Zeitalters des finnischen Kinos viele Filme produzieren konnten. 

### 1940er und 1950er Jahre
Einen weiteren Höhepunkt erreichte die finnische Filmindustrie Ende der 1940er Jahre und während der 1950er Jahre, als drei große finnische Filmstudios miteinander konkurrierten und viele Spielfilme produzierten. Darüber hinaus etablierte sich in den 1950er Jahren eine neue Generation von kreativen Filmschaffenden, die wegbereitend für das finnische Kino waren – darunter Regisseure wie Matti Kassila, Erik Blomberg, Ville Salminen oder Edvin Laine, dessen Film Tuntematon sotilas (auch: Der unbekannte Soldat, Kreuze in Karelien oder Trommelfeuer über Karelien) von 1955 2,8 Millionen Zuschauer in die Kinos lockte und damit in Finnland zum erfolgreichsten Film aller Zeiten wurde.

### 1960 bis 1980: Die Neue Welle

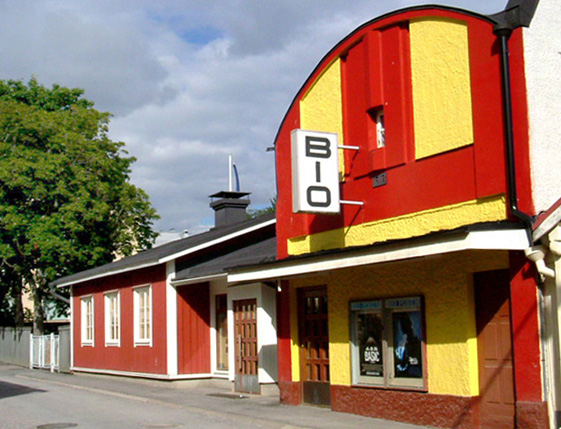
Kino in Ekenäs/Tammisaari, Finnland

Unter der zunehmenden Dominanz des Fernsehens in Finnland litten in den 1960er Jahren die Kinofilme. Die etablierten Produktionsfirmen wie Suomi-Filmi und SF verloren in dieser Zeit an Bedeutung. 
Ein Teil der finnischen Filmemacher drehte ab den 1960er Jahren Filme mit politischen bzw. künstlerischen Anspruch, da sie kommerzielle Produktionen als nicht mehr zeitgemäß und geschmacklos ablehnten. Ein großes Publikum erreichten diese Filme jedoch nicht mehr. Diese neue Generation von Filmemachern gab im Rahmen der „Neuen Welle“ dem finnischen Film entscheidende Impulse. So war Risto Jarva von der französischen Avantgarde – der sogenannten Nouvelle Vague (Französisch: „Neue Welle“) – beeinflusst, deren Ansätze Jarva in Finnland zu einer Form des sozialen Realismus weiterentwickelte – wie etwa in Työmiehen päiväkirja (1967) und schließlich in den Komödien Loma (1976) und Jäniksen vuosi (1977). Zu dieser Generation gehörte auch Mikko Niskanen, der seine Karriere im Jahre 1962 mit dem Film Pojat, begann, in dem der damals noch unbekannte Vesa-Matti Loiri mitspielte. Niskanen inszenierte auch Käpy selän alla (1966) und Lapualaismorsian (1967). Rauni Mollberg, auch ein Regisseur der Neuen Welle, adaptierte zwei Werke von Timo K. Mukkas Lappland-Romanen für die Leinwand: Maa on syntinen laulu (1973) und Milka – elokuva tabuista (1983).
Darüber hinaus gab es aber auch finnische Filmemacher, die in dieser Phase weiterhin kommerzielle Filme drehten, die beim Publikum gut ankamen aber von den Kritikern verrissen wurden.

### 1980er Jahre – Kaurismäki-Ära

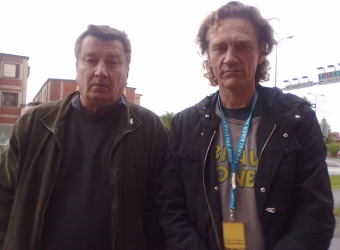
Aki Kaurismäki (links) und Ville Virtanen beim Midnight Sun Film Festival in Sodankylä, Finnland (2011)

In den 1980er Jahren erhielt der finnische Film international wieder mehr Aufmerksamkeit. Dies lag einerseits an einer neuen Generation an Filmemachern (darunter Aki Kaurismäki und Mika Kaurismäki), die neue Ideen umsetzten und andererseits daran, dass kommerzieller Erfolg nicht mehr als „nicht-künstlerisch“ angesehen wurde. Damit wurden auch kommerzielle Filmprojekte wieder öffentlich gefördert.
Diese Generation von neuen Filmemachern – Die „jungen Wilden“ – gab dem finnischen Film neue Impulse. Fast 30 Regiedebüts fanden in diesem Jahrzehnt statt – darunter die ersten Filme von Mika & Aki Kaurismäki, Markku Lehmuskallio, Taavi Kassila, Janne Kuusi, Matti Kuortti, Matti Ijäs, Olli Soinio, Lauri Törhönen, Claes Olsson, Veikko Aaltonen und Pekka Parikka. Auch Renny Harlin, der heute in Hollywood arbeitet, fing in den 1980er Jahren als Werberegisseur in Finnland an.
Eingeleitet wurde diese neue Ära durch die finnisch-sowjetische Co-Produktion Tulitikkuja lainaamassa, gefolgt von Tapio Suominens Täältä tullaan, elämä!.
Die Brüder Mika (* 1955) und Aki Kaurismäki (* 1957) gelten als die bekanntesten Filmemacher Finnlands – wobei sie sich stilistisch deutlich unterscheiden. Mika Kaurismäki studierte Film an der Hochschule für Fernsehen und Film München während Aki Kaurismäki an der Universität von Helsinki Literatur- und Kommunikationswissenschaften studierte und sich schließlich das Filmemachen selbst beibrachte. Zu Beginn ihrer Karriere als Filmschaffende arbeiteten die beiden Brüder noch zusammen. Dabei schrieb Aki Kaurismäki das Drehbuch und spielte selbst im Film mit, während Mika Kaurismäki Regie führte – wie beim Kurzfilm Valehtelija (Der Lügner) (1981) oder dem Spielfilm Arvottomat (The Worthless) (1982). Beides Filme, die ein hohes Maß an Kreativität und ein schmales Budget hatten.
Gemeinsam gründete das Brüderpaar die Verleihfirma Villealfa und 1986 das jährlich stattfindende Midnight Sun Film Festival in Sodankylä, das sich 120 Kilometer nördlich vom Polarkreis befindet. Hier geht im Sommer die Sonne niemals unter. Dies ermöglicht, dass hier die Filme rund um die Uhr gezeigt werden können, was aufgrund der Mitternachtssonne eine besondere Stimmung erzeugt.
Danach gingen sie allerdings unterschiedliche Wege: Mika Kaurismäkis Filme orientieren sich eher am Mainstream und an einem traditionellen Weg des Filmemachens – wie in den Filmen Der Clan – Die Geschichte der Frösche (Originaltitel: Klaani) (1984), Reise in die Finsternis (Originaltitel: Rosso) (1985) und Helsinki Napoli All Night Long (1987). Seit den 1990er Jahren lebt er in Brasilien und dreht weiterhin Filme – darunter Road-Movies, Dokumentationen und Spielfilme wie L.A. Without a Map (1998).
Aki Kaurismäkis Filme zeichnen sich hingegen durch ihre sparsame, nonverbale Kommunikation und trockenen, lakonisch-skurrilen Humor aus. Seine Filme thematisieren oft Schicksale gesellschaftlicher Außenseiter. Diese Verbindung aus Melodram und Askese sowie verschiedene Auszeichnungen brachten ihm den Ruf eines sehr guten Filmemachers ein. Bei seinen Filmproduktionen arbeitet Aki Kaurismäki immer wieder mit einem Kreis befreundeter Schauspieler und Musiker. Manchmal übernimmt er als Hommage an Alfred Hitchcock eine Statistenrolle in seinen Spielfilmen.
Bekannt ist Aki Kaurismäki vor allem durch seine Suomi-Trilogie Wolken ziehen vorüber (Kauas pilvet karkaavat) (1996), Der Mann ohne Vergangenheit (Mies vailla menneisyyttä) (2002) und Lichter der Vorstadt (Laitakaupungin valot) (2006), wobei sein Werk auch Komödien wie Leningrad Cowboys Go America (1989) umfasst. Mit Der Mann ohne Vergangenheit (Mies vailla menneisyyttä) gewann Aki Kaurismäki 2002 unter anderem bei den Internationalen Filmfestspielen von Cannes den Großen Preis der Jury.

### 1990er Jahre

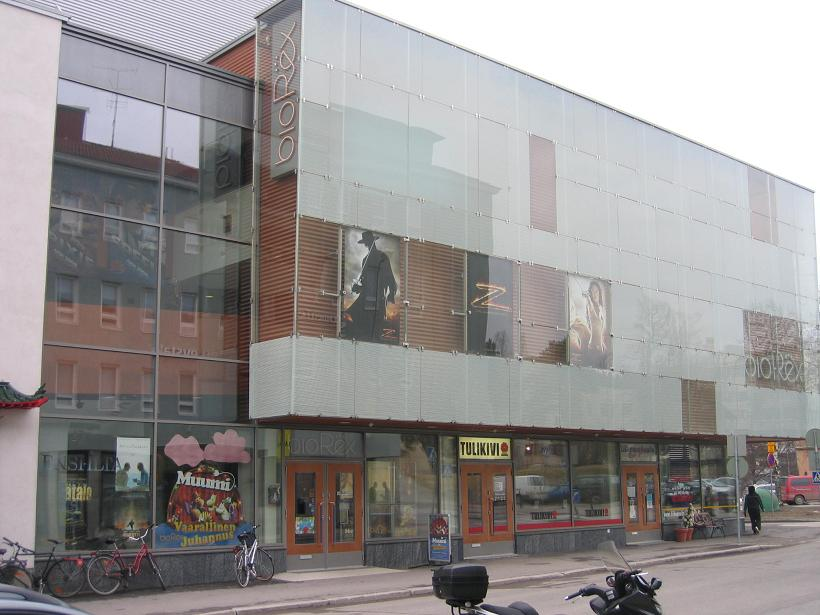
Kinokomplex „Bio Rex“ in Kajaani, Finnland (2004)

In den 1990er Jahren litt der finnische Film unter der Wirtschaftskrise in Finnland, da die Krise zu deutlichen Kürzungen bei der staatlichen Förderung der Finnischen Filmstiftung (Suomen elokuvasäätiö) führte.
Am Ende des Jahrzehnts ging es mit der Wirtschaft wieder bergauf, die Filme konnten wieder besser gefördert werden und das finnische Kino florierte erneut. 1999 gab es 30 Premieren finnischer Filme – darunter Tommy und der Luchs (Originaltitel: Poika ja ilves), Häjyt und Kulkuri ja joutsen, die jeweils 200.000 Besucher hatten und dabei halfen, die Popularität einheimischer Filmproduktionen wieder auf das Niveau zu heben, das es 10 Jahre zuvor hatte.
Profilierte Regisseure, die in den 1990er Jahren debütierten, waren u. a. Markku Pölönen, Auli Mantila und Jarmo Lampela. 

### 2000er Jahre bis heute

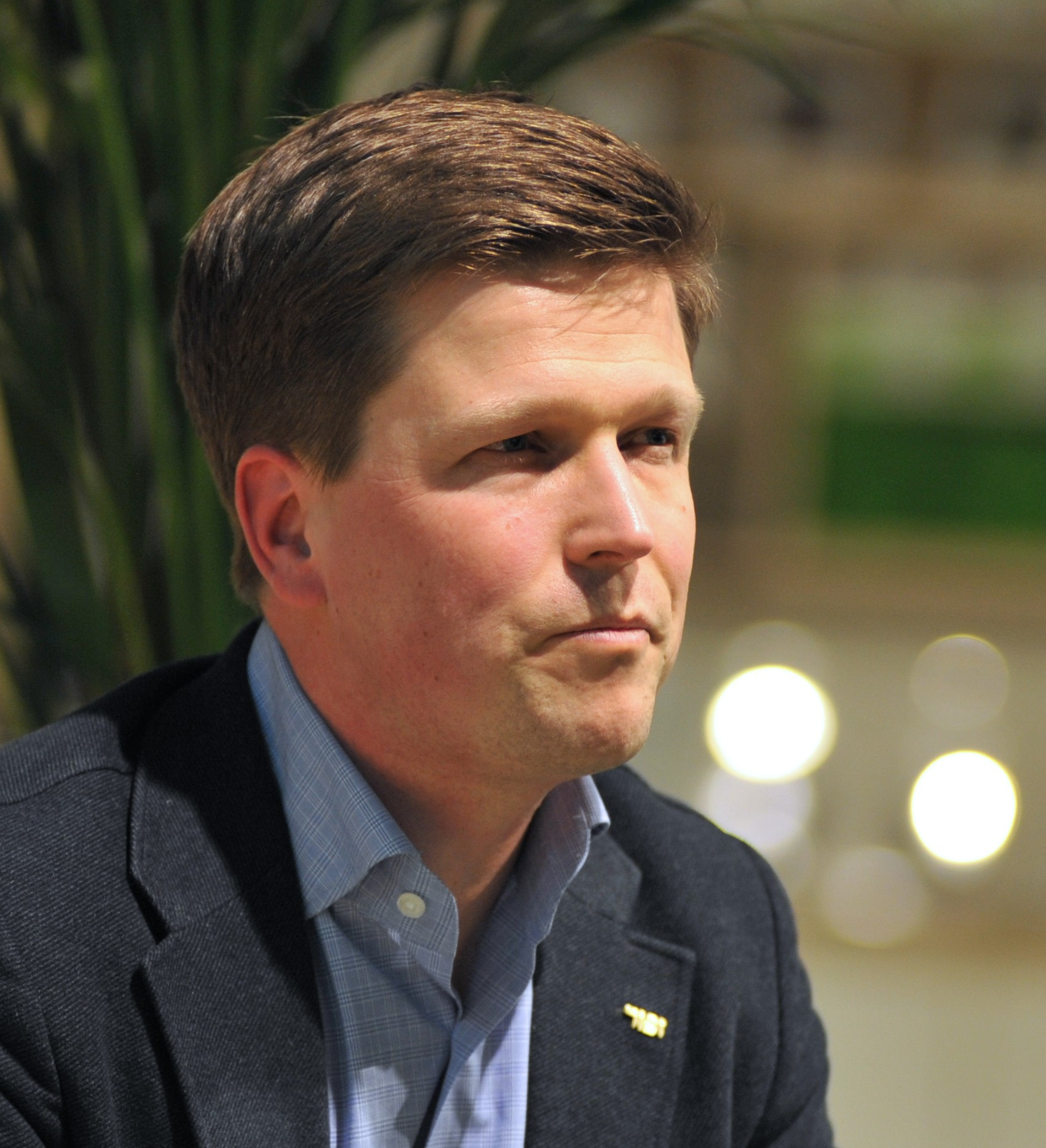
Filmregisseur Klaus Härö

In den 2000er Jahren ging es mit der finnischen Wirtschaft weiter bergauf und die Filmförderung wurde deutlich erhöht. So wurde zu Beginn des neuen Jahrtausends ein Programm zur Stärkung des finnischen Films aufgelegt und von 2002 bis 2005 finnische Filmproduktionen stärker gefördert. Dieses Engagement wurde 2006 verlängert. 
Dabei spielt die Finnische Filmstiftung eine entscheidende Rolle. Sie ist dem Bildungsministerium unterstellt und erhält die Gelder für die Filmförderung aus dem Fonds der nationalen Lotterie. Damit wurden z. B. 2008 einheimische Filmproduktionen mit insgesamt 16,1 Millionen Euro gefördert – mit dem Ziel bis 2010 die Fördersumme auf 27 Millionen Euro jährlich zu erhöhen, um den finnischen Film national wie international langfristig zu stärken. 
Dies war für den finnischen Film sehr fruchtbar, so dass er sich lebendig und gut aufstellen konnte: Einige Filme und Filmemacher hatten internationale Erfolge und viele Filme stießen bei Kritikern wie Publikum auch eine gute Resonanz. Welchen Einfluss diese Förderung hat, lässt sich auch an der Anzahl der produzierten Filme ablesen: Wurden noch zwischen 2004 und 2008 jährlich 14 bis 19 Spielfilme produziert, stieg die Zahl im Jahr 2011 auf 31 Filme an, von denen 24 abendfüllende Spielfilme und sieben Dokumentarfilme waren.
Am Übergang zum neuen Jahrtausend waren einige Genres besonders stark vertreten. So setzen sich Ambush 1941 – Spähtrupp in die Hölle (Rukajärven tie) (1999), Pikkusisar (1999) und Hylätyt talot, autiot pihat (2000) mit dem Zweiten Weltkrieg auseinander. Kulkuri ja joutsen (1999), Badding (2000), Rentun Ruusu (2001), Sibelius (2003) und Aleksis Kiven elämä (2002) schildern das Leben bekannter Persönlichkeiten des öffentlichen Lebens in Finnland.
Der Film Elina (Elina - Som om jag inte fanns) von Klaus Härö konnte 2002 zahlreiche Preise auf internationalen Filmfestivals einheimsen und wurde auch in Deutschland mehrfach ausgezeichnet. Er erzählt die Geschichte der neunjährigen Elina, die nach langer Krankheit in den 1950er Jahren auf dem Lande an der Grenze zu Schweden wieder in Schule kommt. Dort legt sie sich mit ihrer Lehrerin an, da sie streng verbietet, in der Schule finnisch zu sprechen, obwohl viele Kinder der finnischen Minderheit überhaupt kein Schwedisch können.
Inzwischen versuchen sich Filmemacher in Finnland immer häufiger an neuen Genres. So orientierte sich beispielsweise der Film Jade-Krieger von Antti-Jussi Annila am chinesischen Wuxia-Genre, das Geschichten in Form von Kung-Fu-Märchen erzählt und verband diese Erzählweise mit dem finnischen Nationalepos Kalevala. Darüber hinaus wurden in den vergangenen Jahren zunehmend auch Animationsfilme realisiert und finnische Dokumentarfilme erhielten internationale Preise.

## Filmhochschulen in Finnland
An zwei finnischen Hochschulen kann Film studiert werden: an der Lahti University of Applied Science (Finnisch: Lahden ammattikorkeakoulu) und an der Aalto-Universität – Hochschule für Kunst und Design in Helsinki.

## Filmfestivals in Finnland
Fast 20 Filmfestivals mit unterschiedlichen Schwerpunkten ermöglichen in Finnland eine breitgefächerte Auseinandersetzung mit Film – wie beim Midnight Sun Film Festival, dem DocPoint – Helsinki Documentary Film Festival für Dokumentarfilme, dem Tampere International Short Film Festival für Kurzfilme (1970 gegründet – das älteste Filmfestival Finnlands) und dem Helsinki International Film Festival – Love & Anarchy für junges Independentkino.